# ریکیجی ماسودا
ریکیجی ماسودا (انگلیسی: Rikiji؛ زادهٔ ۱۱ ژانویهٔ ۱۹۷۱) آهنگساز اهل ژاپن است.